# Radiosonda

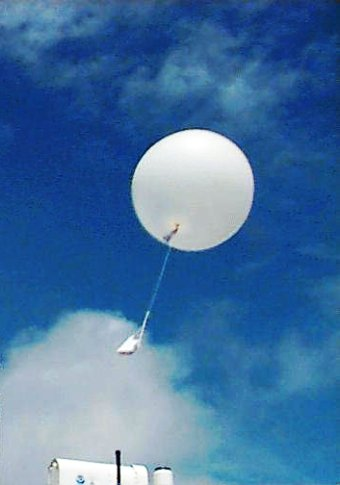
Radiosonda unoszona przez balon

Radiosonda (inaczej: radiometeorograf) – zestaw urządzeń meteorologicznych do pomiaru ciśnienia, temperatury, pozycji geograficznej, wilgotności i czasami koncentracji ozonu i innych pomiarów na dużych wysokościach (10-30 km). Radiosonda jest zazwyczaj przymocowana do balonu meteorologicznego lub zrzucana z samolotu. Radiosondy mają nadajniki radiowe do przekazywania wyników pomiarów stacjom naziemnym. Prędkości i kierunek wiatru jest wyznaczana zazwyczaj nie przez pomiary radiosondą, ale przez pomiar ruchu radiosondy w atmosferze.
Jednym z największych producentów radiosond jest Fińska firma Väisälä.
Odpowiednikiem radiosondy w oceanografii jest termografia sondą jednorazową (ang. Expendable Bathythermograph, w skrócie XBT).